# فرانك فورد (مقدم برامج إذاعية)
فرانك فورد (بالإنجليزية: Frank Ford) هو مقدم برامج إذاعية أمريكي، ولد في 30 سبتمبر 1916 في فيلادلفيا في الولايات المتحدة، وتوفي بنفس المكان في 3 مارس 2009 بسبب سكتة.